# جیانگتوان
جیانگتوان (به لاتین: Jiangtuan) یک شهرک در جمهوری خلق چین است که در Laiyang واقع شده‌است.